# Ususzka
Ususzka towaru – naturalny ubytek wody z masy produktu powstały w trakcie obróbki chłodniczej, procesu przechowywania: pieczywa, owoców, warzyw, grzybów oraz mięs lub wędzenia. Ususzce towarzyszy także zmiana właściwości fizycznych oraz jakościowych produktów. Można wyróżnić ususzkę wewnętrzną i zewnętrzną. Ususzka w prawidło zamrożonej i przechowywanej partii mrożonego mięsa stanowi od 1% do 3% jego masy. Ususzka w procesie wędzenia na gorąco może stanowić od 5 do 12% masy początkowej produktu.

## Zapobieganie
Ususzkę ogranicza się przez m.in:
- stosowanie szczelnych opakowań
- szybkie schłodzenie. Szybkie schładzanie poubojowe mięsa zapobiega ubytkowi masy (wyciek termiczny) dochodzącemu nawet do 40%[4]
- szybkie zamrażanie np. zamrażanie kriogeniczne
- właściwy dobór technologii mrożenia
- glazurowanie
- ciasne rozmieszczanie partii produktu, w celu zmniejszenia liczby prześwitów
- skrócenie czasu magazynowania
- stosowanie nawilżaczy[1]